# Téléphérique du Mémorial
Le téléphérique du Mémorial est un téléphérique urbain de la ville d'Alger qui relie le Jardin d'Essai, dans la commune de Belouizdad, au Mémorial du Martyr, dans la commune d'El Madania.

## Historique
Construit par la société française Poma, le téléphérique du Mémorial a été mis en service en 1987. Il a été rénové en 2008,.

## Caractéristiques
Le téléphérique a une longueur d'environ 260 mètres.
| Numéro | Nom                | Caractéristique           | Altitude |
| ------ | ------------------ | ------------------------- | -------- |
| 1      | Jardin d'Essai     | Gare tension Gare motrice | 32 m     |
| 2      | Mémorial du Martyr |                           | 107 m    |

Deux cabines, d'une capacité de 35 personnes, desservent alternativement les deux stations du téléphérique. La durée du trajet est d'environ deux minutes,.

## Exploitation
Le téléphérique du Mémorial est exploité par l'Entreprise de transport algérien par câbles (ETAC), qui exploite et gère tous les téléphériques et télécabines d'Algérie, avec un service quotidien de 6 h à 19 h,.

## À proximité
- Station Jardin d'Essai :
  - le jardin d'essai du Hamma ;
  - le musée national des Beaux-Arts d'Alger ;
  - le stade du 20 Août 1955.
- Station Mémorial du Martyr :
  - le mémorial du Martyr ;
  - Riadh El Feth ;
  - le bois des Arcades.